# 红果仔
红果仔（学名：Eugenia uniflora），又稱稜果蒲桃。原產熱帶南美洲東海岸，從蘇里南至巴西南部地區，以及巴拉圭和烏拉圭的部份地區的热带植物，常绿灌木或小乔木，桃金孃科，叶对生，长卵形，近无柄，长2.5-5厘米，先端渐尖，浓绿油亮。新生幼叶褐红色，具有观赏性。花白色，单生于花柄之顶；稍芳香；萼片4枚。果实扁圆形，熟时红色，最後轉為深紫色。熟果口味特別，不苦也不會麻。

## 植物特性
原产苏里南热带雨林地区；为常绿灌木或小乔木，枝叶繁茂，嫩梢紫红或红褐色。花小，白色，四瓣，单一或2-3朵簇生於叶腋。一年可多次开花，主花期2至3月，花后5到6周果实成熟，采收期直到9月。
浆果扁球形，果面具8条纵棱，形似南瓜。果皮朱红色至紫红色，枝梢萌发力强，花期长，全年多次花果重叠。
在南加州，戶外栽培沒問題，可用種籽實生育苗，也可插枝繁殖。南加有人稱為八角櫻桃。在南佛州生產特別旺盛，被列為侵入性植物之一。